# 「神宿之島」宗像·沖之島及相關遺產群
「神宿之島」宗像·沖之島及相關遺產群是位在日本福岡縣宗像市及福津市的宗像大社信仰、大宮司家宗像氏的相關史跡、文化財等。在2017年被聯合國教科文組織登錄為世界遺產。

## 概要
以福岡縣宗像市及福津市內祭祀宗像三女神的宗像大社信仰、大宮司家宗像氏的相關史跡、文化財等為對象，因為繼承了4世紀以來源自自然崇拜的固有信仰、祭祀等特點而獲得推薦。

## 構成資産

### 宗像市
沖之島（宗像大社沖津宮）
宗像大社中津宮和御嶽山祭祀遺跡（御嶽神社）
沖津宮遙拜所（瀛津宮）
宗像大社邊津宮

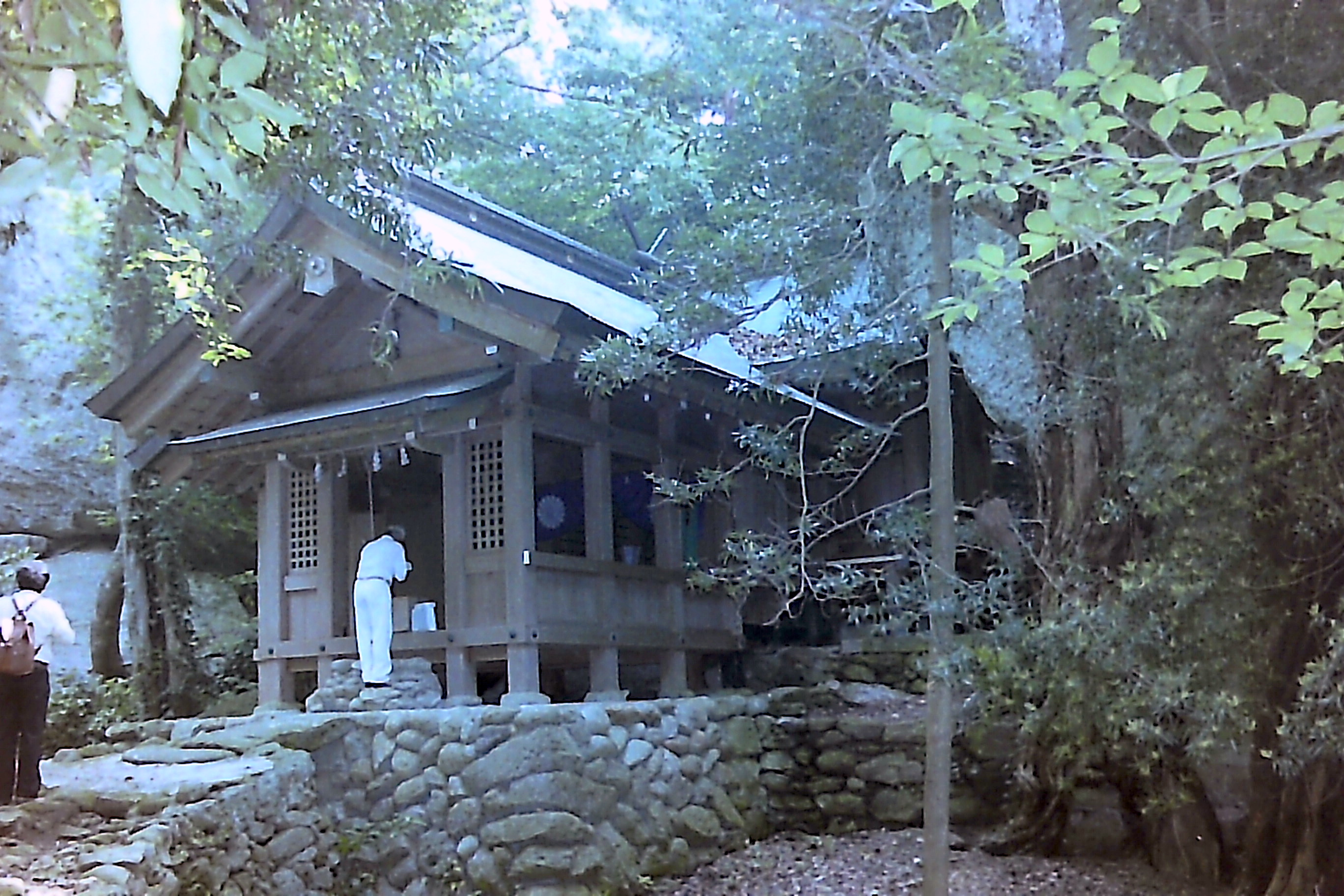
沖津宮拜殿
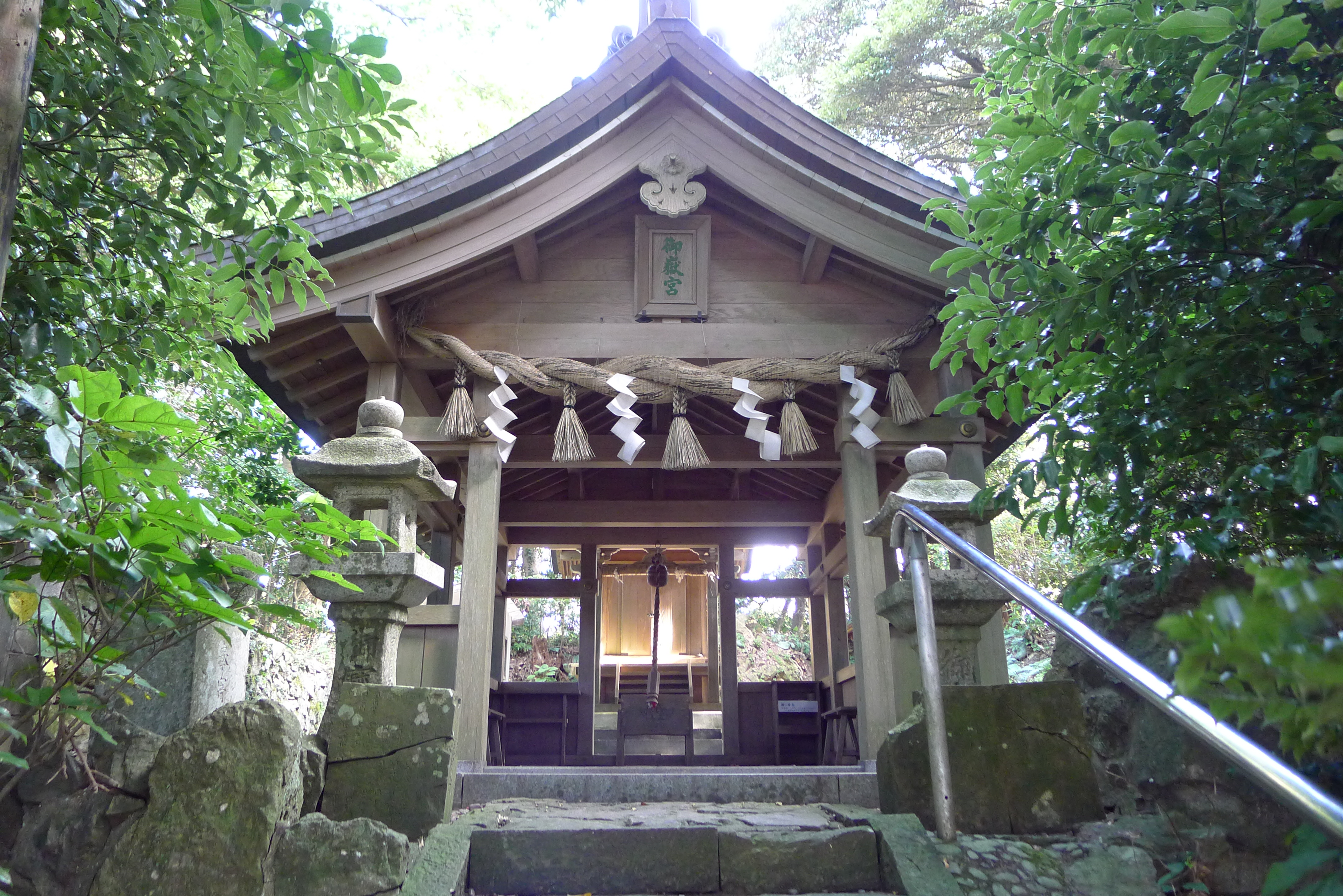
御嶽神社
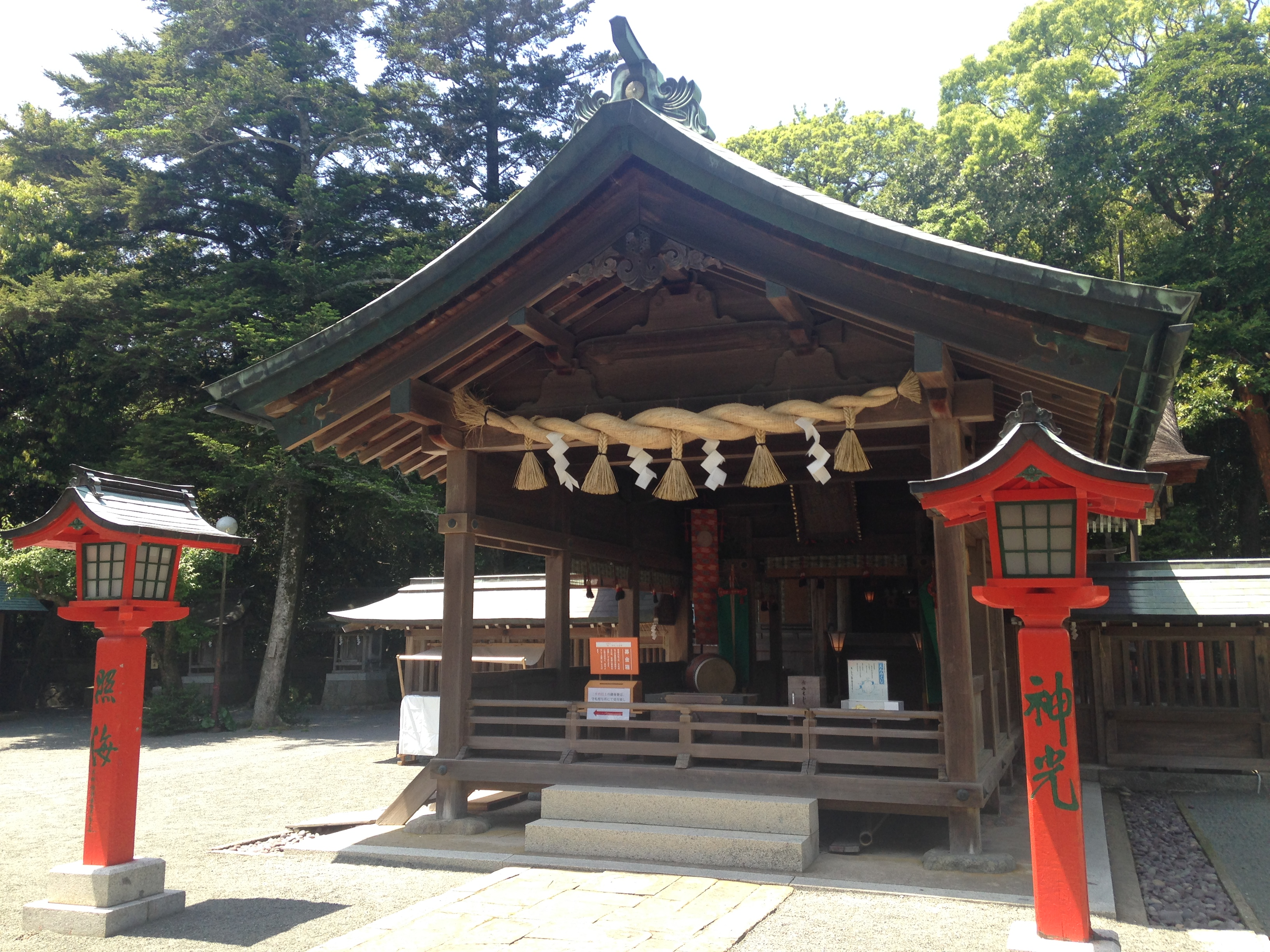
中津宮拜殿
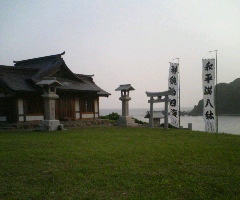
沖津宮遥拝所
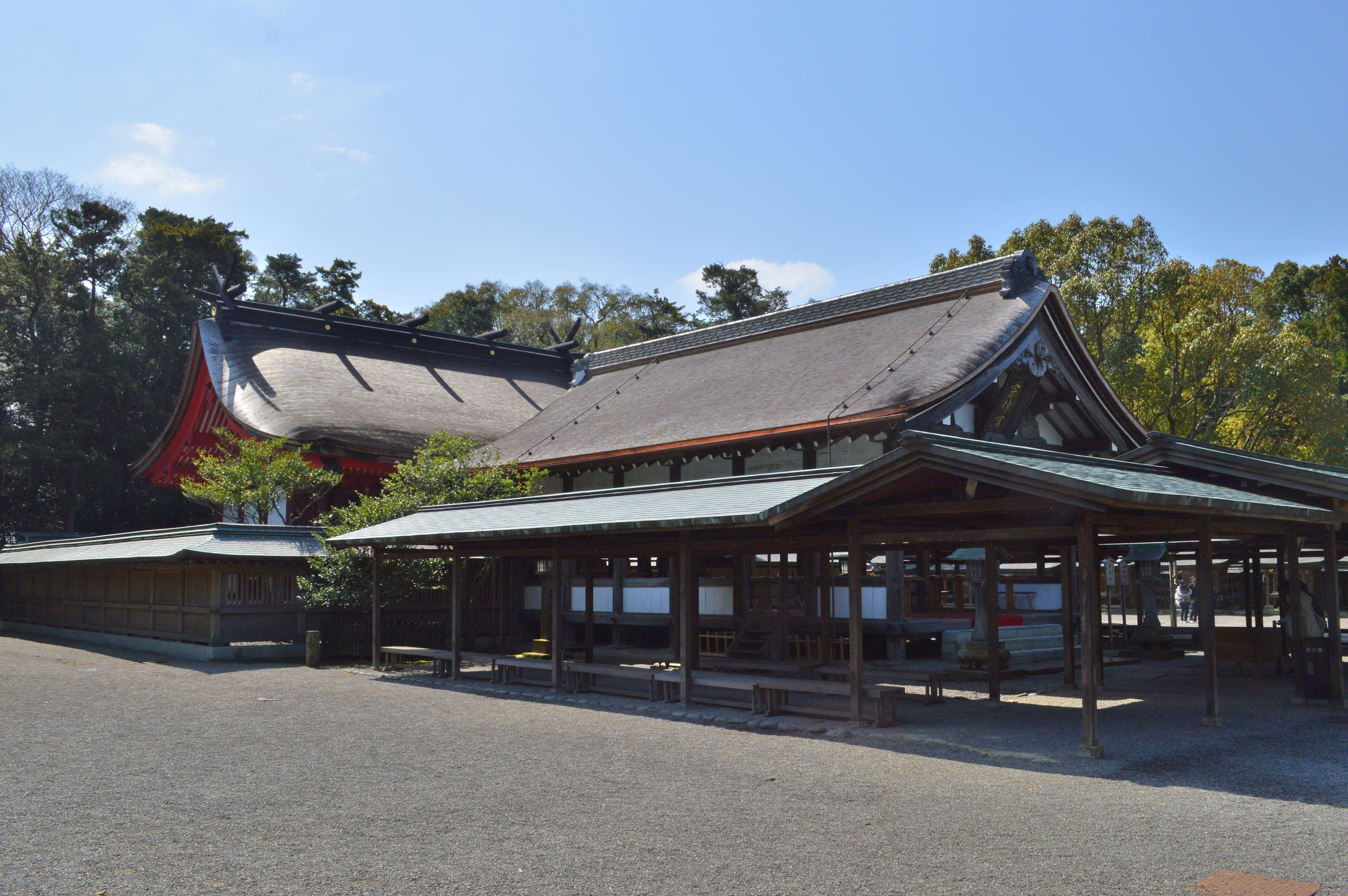
邊津宮拜殿和本殿

### 福津市
新原・奴山古墳群
津屋崎古墳群
櫻京古墳
東鄉高塚古墳

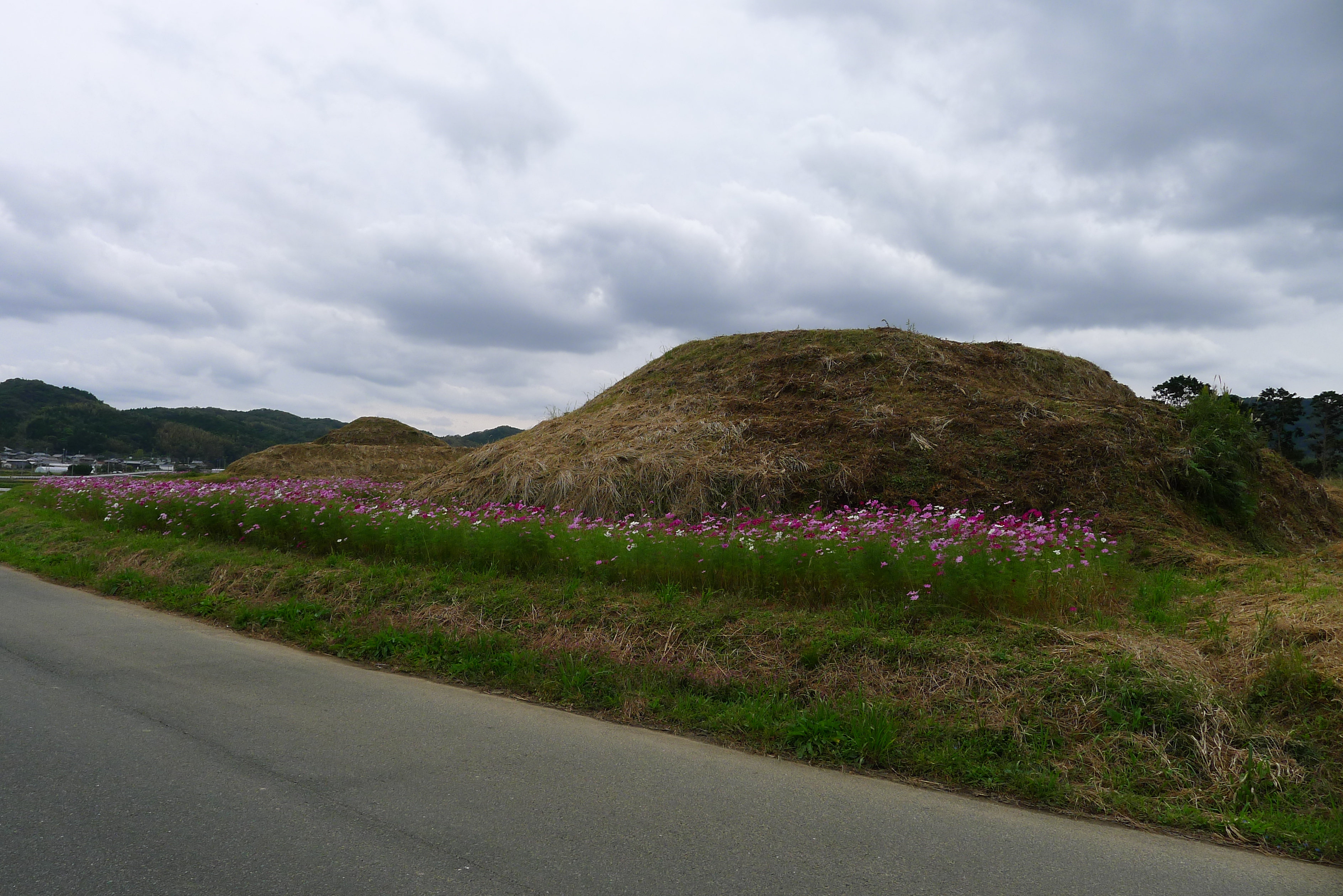
新原・奴山古墳群

## 登錄基準
「神宿之島」宗像·沖之島及相關遺產群因為符合下列標準，而被登錄為世界遺產：
- (ii) 通過建築或技術、有紀念意義的藝術品、都市計畫或景觀設計，展現了在一段時期內或在一個文化區域中進行的有重要意義的人文價值的交流。
- (iii) 能為一種現存或已消逝的文化傳統或文明提供一種獨特的，或至少是特殊的見證。

## 外部連結
- 「神宿る島」宗像・沖ノ島と関連遺産群を世界遺産に （页面存档备份，存于）
- -教育・文化･スポーツ-世界遺産登録活動-
- 世界遺産-自然と歴史-観光・ブランド

34°36′51″N 135°44′03″E / 34.614275°N 135.734236°E